# 李世強 (1958年)
李世強（1958年6月29日—），中華民國臺南市人，歷任海軍軍醫組組長、軍醫局醫保處副處長、醫計處處長、國軍左營總醫院、國軍臺中總醫院、國軍高雄總醫院院長、軍醫局副局長，並先後至臺北榮民總醫院、紐約州立大學雪城脊椎醫學中心研修。李世強於國軍左營醫院院長任內，為提昇醫療品質與強化軍民關係，大力改革醫院行政流程、強化軟、硬體設備。

## 外部連結
- 趙于婷. . 東森. 2016年1月15日  [2020年5月17日]. （原始内容存档于2018年11月24日） （中文（臺灣））.